# 鳥山川
鳥山川（とりやまがわ）は、神奈川県横浜市を流れる河川。鶴見川水系の支流である。

## 地理
神奈川県横浜市神奈川区羽沢町付近に源を発し北東に流れる。横浜市港北区新横浜付近、新横浜公園東側を流れて大豆戸町で鶴見川に合流する。途中で砂田川（すなだかわ）が流入する。

## 歴史
寛文年中、現在の太尾堤緑道の部分が掘削され太尾橋(太尾河岸)で鶴見川と合流。
昭和30年代、大豆戸町で合流するように改修。跡地は太尾堤排水路となる。
昭和47年　太尾堤排水路を埋立てられ、公園として整備される。

## 流域の自治体

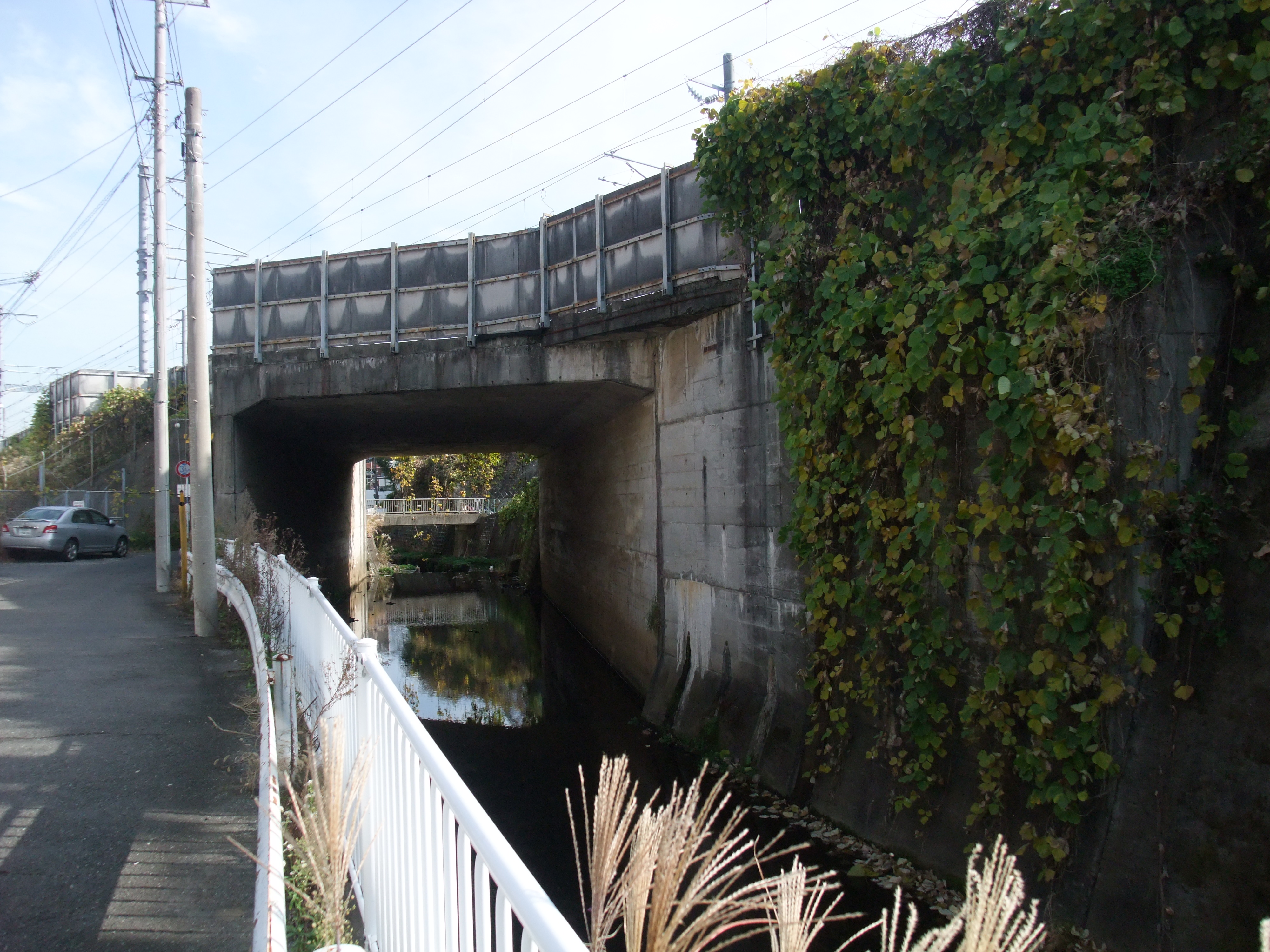
神奈川区三枚町・菅田町、上は東海道新幹線

神奈川県
横浜市港北区、神奈川区

## 関連事項
- 鳥山町 (横浜市)